# 李逵
李逵是小说《水浒传》中的重要人物，梁山108将之一，上应三十六天罡中的天杀星。祖籍沂州沂水县百丈村，自幼家境贫苦。因肤色黝黑，体壮如牛，勇猛异常，得绰号“黑旋风”，暱稱铁牛，擅使二挺板斧。李逵的武艺虽然稀松平常，但性格狂暴嗜殺、頭腦簡單，于战场上惯靠蛮力肆意揮舞两把板斧，橫衝直撞，逢人便剁，因而时常担任梁山军中负责先头冲锋、陷阵的任务。李逵在梁山眾人中最敬宋江；最服燕青。和张顺並稱“黑白水陸雙煞”。

## 生平
李逵相貌狰狞，形同猛兽，一身黑皮，须发似戟，两眼发红，外加一对发黄的连心眉，为人嗜赌如命。因在家乡打死人而逃往江州，官府捉不到人便抓了李逵兄長李達頂罪坐牢數年，因此李達對這成日惹事生非的弟弟充滿怨恨；李逵到江州後得戴宗收留並收編其做手下獄卒。李逵久聞宋江疏财仗义的名號，視宋江為偶像。
宋江因犯重罪被发配江州，吴用写信让戴宗照应，經由戴宗引薦讓李逵與宋江結識，宋江见李逵体格粗壮、性格耿直、颇有勇力，十分欢喜，三人遂结伴到琵琶亭吃酒叙谈。吃喝间，店中卖唱的歌妓宋玉蓮因歌聲搅扰了李逵的兴致，李逵愤然起身直接将其推到，提手便要往宋玉莲身上砸，遭宋江连声喝止。後宋江嫌店内的魚不鮮，李逵为献殷勤便主动去幫宋江讨要鮮魚，因此惹上了附近船家浪裡白條張順，被誘下江裡灌了一肚子水。后戴宗传梁山假信被识破，和宋江均被官府押赴刑场杀头，各路好漢前來相救時，李逵率先挥动一對板斧出现在人群中，砍翻刽子手，一路打去，逢人便砍，杀得是满场血肉横飞、尸横遍野。因被杀之人多有围观看热闹的无辜百姓，同时在场营救的晁盖赶忙连声喝止李逵，但李逵却是砍得兴起，充耳不闻。
上梁山后，李逵告假回沂州老家接取雙目皆盲的老母上山享受衣食无忧的生活。回乡途中遭遇匪徒李鬼劫道，李逵轻易反杀李鬼，随后砍下李鬼头颅并焚烧其屋，割其大腿上的肉烧了便吃。然而其兄李達見李逵回家後却是十分不悅，報官捉拿李逵，李逵亦自觉惭愧，趁李達離開之際留下一袋银两后偷偷背着李母離去。翻越沂岭时李逵为取水解渴暫離其母身边，不料转瞬间李母被便遭老虎叼走啃食，李逵悲痛之下提刀怒殺該虎一窝四口；不久李逵遭李鬼妻子及曹太公等當梁山賊人去報官，幸得朱貴及朱富相救，方得以平安回到梁山。
李逵请卢俊义喝酒，卢俊义想推辞，他便“眉尾相结，性命相扑”。李逵对宋江言听计从，可是一旦知道宋江做了伤天害理的事却要和他大动干戈，结果发现是一场误会。後來，宋江不允他去凌州攻打魏定國而大怒，於是他私自下山。在途中進一間酒家喝酒，但與欲上梁山的韓伯龍有爭執而一斧劈死他。
在宋江計誘刺配滄州的朱仝上梁山時，李逵聽從宋江與吳用之計，殺死朱仝照護的年幼小衙內，疼愛此子的朱仝因而怒極與李逵拼鬥，李逵還為此躲到柴進莊內一段時日無法回梁山；朱仝上梁山後也不願與李逵共處同座，在晁蓋等幹部調解外加李逵下跪賠罪後朱仝才勉強接納李逵。
在众好汉中，李逵一直反对招安。招安时，李逵不愿受招安而胡搞瞎搞，大闹东京城、扯了皇帝诏书、要杀钦差，还砍倒梁山泊杏黄旗，要反攻到东京为宋江夺皇帝位子，多次被宋江制止。李逵受招安后被封为镇江润州都统制，為少數征討方臘未戰死的頭領。
回京後宋江饮高俅送来的毒酒中毒后，想到李逵知道此事后肯定要聚众造反坏了梁山泊的忠义名声，便騙李逵也喝毒酒一起被毒死。對於宋江要將他毒死這件事，他淚流滿面地表示：「罷，罷，罷！生時服侍哥哥，死了也只是哥哥部下的一個小鬼。」隨後便離去。死後葬於宋江墓旁。

## 評價
明代作家余象斗曾說：「李逵鐵心，鶴淚猿悲」。清代的金聖嘆對李逵大為讚賞：「李逵是上上人物，写得真是一片天真烂漫到底」:271。但中國近代的魯迅卻十分不滿小說中李逵濫殺無辜的做法，曾說「我卻又憎惡張翼德型的不問青紅皂白，掄板斧『排頭砍去』的李逵，我因此喜歡張順的將他誘進水裡去，淹得他兩眼翻白」、「李逵劫法场时，抡起板斧来排头砍去，而所砍的是看客」。
毛澤東在1936年於抗大的一次演講中將李逵與南宋名將岳飛等人相提並論：「李逵什么也没有学，仗打得很好，岳飞也不是什么地方毕业」。此外毛澤東也曾用「李逵式的官长」一詞來批判红军裡的某些幹部。

## 影視
- 1972年香港电影《水滸傳》：樊梅生
- 1973年日本NTV版《水浒传》：大前均
- 1975年香港电影《荡寇志》：樊梅生
- 1981年动画片《真假李逵》
- 1983年山东版《水浒》：董子武
- 1997年香港电影《李逵传奇》：徐锦江
- 1999年香港电影《水滸傳之英雄好色》：徐锦江
- 1998年央视版《水浒传》：赵小锐
- 2011年版《水浒传》：康凱
- 2013年版《武松》：池程
- 2018年版《小戏骨：水浒传》：赵晨翔